# Theodore Yao-Tsu Wu
Theodore Yao-Tsu Wu (* 20. März 1924 in Changzhou; † 16. Dezember 2023) war ein chinesisch-US-amerikanischer Ingenieurwissenschaftler.
Wu studierte an der Chiao-Tung-Nationaluniversität in Shanghai mit dem Bachelor-Abschluss 1946, lehrte dann ein Jahr und ging 1948 in die USA. Dort machte er im selben Jahr an der Iowa State University seinen Master-Abschluss und ging dann zum Caltech, wo er bei Paco Lagerstrom 1952 promoviert wurde. Er entwickelte bei Lagerstrom dessen asymptotische Methoden zur Lösung von Strömungsproblemen weiter und arbeitete auch über Wasserwellen und Hydrodynamik. 1955 wurde er Assistant Professor und 1961 Professor für Angewandte Mechanik am Caltech. 1996 ging er in den Ruhestand, blieb aber weiter wissenschaftlich aktiv. 
1964/65 war er als Guggenheim Fellow an der Universität Hamburg, 1980 Gastprofessor in Berkeley und 1982 in Japan.
Am Caltech befasste er sich unter anderem mit biologischen Anwendungen der Hydrodynamik (Vogelflug, Schwimmen von Fischen) und Hydrodynamik von Wasserwellen.
1993 erhielt er den Hydrodynamik-Preis der American Physical Society und 2004 die Von-Karman-Medaille. Er war Mitglied der National Academy of Engineering, der Academia Sinica, Fellow der American Physical Society und auswärtiges Mitglied der Chinesischen Akademie der Wissenschaften.
1982 bis 2001 war er Mitherausgeber der Advances in Applied Mechanics.
Er starb am 16. Dezember 2023 im Alter von 99 Jahren.

## Schriften
- A unified theory for modeling water waves, Advances in Applied Mechanics, Band  37, 2001, S. 1–88